# IGU (B2takes!!)
IGU（いぐ、1991年5月6日 - ）は、日本の歌手、モデル、タレント。B2takes!!、K.I.K(仮)のメンバー。
愛知県出身。フィリピンと日本のハーフ。身長は180cm、血液型はA型。
本名および旧芸名は山下翔貴（やました しょうき）。AtoMエンターテイメントからBACSエンターテイメントの移籍した。

## 略歴
小学生の頃からDA PUMP、Lead (音楽グループ)、w-inds.、flame、SPEEDなどを好み、ライブに通うなどするうちに「歌って踊る人になりたい！」という想いを抱くようになる。中学時代からダンススクールに通い、在学中から様々なオーディションを受け、名古屋の歌とダンスの専門学校卒業後に上京。2013年5月25日、メンズアイドルグループB2takes!加入。
2018年9月、キングレコードより、メジャーデビューを果たす。
メンバーの脱退加入を繰り返し、2019年8月27日新体制としてグループ名「B2takes!!」に改名。
2020年8月〜2021年12月、B2takes!!派生グループとして「Emotive」としても活動。

## 人物
趣味は、映画鑑賞、写真、筋トレ。
嫌いな食べ物は、納豆、あんこ。
母親の影響でタガログ語が堪能。メンバー・ファンからイグ語録と呼ばれる独特な日本語を使う。
「ヲタク」を自認する。対象はLead/w-inds./EXILE/倖田來未/三代目 J SOUL BROTHERS from EXILE TRIBE/千葉ジェッツふなばし。
2018年8月11日、音楽イベント「メンズパニック2018」において、憧れのLeadとの夢の共演を果たす。イベントに先行して7月18日に行われた記者会見ではインタビュー中に思わず涙した。
2019年8月16日、音楽イベント「OTODAMA SEA STUDIO」にて、ALL CITY STEPPERSとして出演した元w-inds.の緒方龍一と共演。
2021年5月20日、ライブイベント「ミンナアリガトウ」にて緒方龍一と再度共演を果たす。

### グループ活動
上京後、BACSエンターテインメントに所属。当初はB2takes!に正式加入ではなく、研究生として参加した。
B2takes!の活動と並行して、J-Rips、K.I.K(仮)としても活動していた。
当初、B2takes!として活動する際は山下翔貴名義、J-Rips・K.I.K(仮)として活動する際はIGU名義と分けていたが、2017年にB2takes!活動時の名前もIGUに改名。IGUの名前の由来は本人のフィリピンでの通名「イグレシャス」。
2023年4月1日 K.I.Kの活動を再開し、B2takes!!と掛け持ちで活動している。

#### 担当カラー（メンバーカラー）
B2takes!時代はパープル。当時はカナリアボイス担当を名乗っていた。
B2takes!!体制になってライムグリーンに変更。
J-Rips、K.I.K(仮)、Emotiveはグループカラー制のため個人の担当カラーなし。

### 個人での活動
ソロシンガーとして、ソロライブや対バンライブに出演。
自身で作詞作曲した「君と空」をCD発売。
2019年10月20日、渋谷ファッションウィークに出演。Claudio Pandiani 2019AW Collectionを着用。

2021年5月、VOJA-tensionの榊原暁のYouTube企画で、菅田将暉の虹をアカペラカバー。

その他、雑誌モデル、ヘアモデルとしても活動。

### ワークアウト
モデルジャパン2021

2021年9月12日 那覇大会ミドルクラス2位

2021年9月26日 東京大会ミドルクラス2位

2021年11月13日 日本大会出場
モデルジャパン2022

2022年5月8日 熊本大会ミドルクラス1位

2022年6月5日 水戸大会ミドルクラス1位

2022年11月23日 日本大会出場

Super Body Contest2023

2023年8月12日 東京大会
```
SBCトレンド部門EPICクラス5位
SBCコレクションデニム部門 EPICクラス1位
総合 Best Performance賞受賞
```

2023年12月10日 FINAL(日本大会) 
```
SBCコレクションデニム部門 EPICクラス1位/Champion of the show受賞
総合 Best Performance賞受賞
```

APF 2024

2024年9月16日 H&YO Champoinships 2024

メンズシングレットモデル部門、クラッシックサーフモデル部門、メンズストリートモデル部門トールマンクラス出場

## 出演

### テレビ番組
- YOUコントしちゃいなよ[12]（2014年1月、フジテレビ）
- ミュージックステーション 氣志團バックダンサー（2014年4月25日、テレビ朝日）
- お迎えデス。[13]（第3話、2016年5月、日本テレビ）
- B2takes!TV「チカメンですけど何か?」[14]（2017年4月 - 6月、TOKYO MX 2） - B2takes!冠番組
- B2takes!の次世代音楽エンタメ番組～目指せ！最前線～GROWING[15]（2019年3月 - 4月、WOWOW 歌謡ポップスチャンネル）
- B2takes!!の探偵ナイトスクール[16]（2019年10月 - 12月、テレビ神奈川 / テレビ埼玉 / 千葉テレビ放送）- B2takes!!冠番組
- ミュージックHEAVEN　（2020年11月30日、テレビ埼玉）

### 映画
- BD〜明智探偵事務所〜(2018年10月) - 桂正一 役[17]

### 雑誌
- BITTER（2016年4月号、大洋図書）
- newbie! stage_04[18]（2016年3月発売、エンターブレインムック）
- 東海ウォーカー「楽天うまいもの大会」特集ページ[19]（2018年vol.3、KADOKAWA）
- JUNON[20]（2019年7月号、主婦と生活社）
- JUNON[21]（2020年1月号、主婦と生活社）

### イベント
- 氣志團万博2014（2014年9月）
- SIX SICKS Secret Party 2019[22]（2019年10月5日・6日）

### MV
- 分島花音「RIGHT LIGHT RISE」[23]（2015年4月）

## ディスコグラフィー
| 発売日         | 商品名                                     | 備考      |
| -------------- | ------------------------------------------ | --------- |
| 2015年8月31日  | HANABI                                     | B2takes!  |
| 2016年6月1日   | AKUBI                                      | B2takes!  |
| 2016年10月25日 | モヤモヤLover                              | B2takes!  |
| 2017年5月30日  | 好きって言おう                             | B2takes!  |
| 2017年8月29日  | ギリギリ⭐︎ファイティングマン               | B2takes!  |
| 2018年4月11日  | Shanana ここにおいで                       | B2takes!  |
| 2018年9月4日   | ブラン・ニュー・アニバーサリー / Not Alone | B2takes!  |
| 2019年5月29日  | GROWING                                    | B2takes!  |
| 2019年11月27日 | 証-Akashi-                                 | B2takes!! |